# Mindre kustflickslända
Mindre kustflickslända (Ischnura pumilio) är en art i insektsordningen trollsländor som tillhör familjen dammflicksländor.

## Kännetecken
Den mindre kustflicksländans hane är blå med svarta teckningar på bakkroppen. Honan är vanligen också blå med svarta teckningar, men det finns tre olika varianter och honorna kan därför även vara grönaktiga eller rödaktiga med svarta teckningar. Vingarna är genomskinliga med litet mörk vingmärke. Vingbredden är omkring 35 millimeter och bakkroppens längd är 21 till 25 millimeter.

## Utbredning
Den mindre kustflicksländan finns i stora delar av Europa, utom på Brittiska öarna och i Skandinavien där dess utbredning är mer lokal. Den finns också i västra Asien. I Sverige har den påträffats i Skåne och den förekommer också sparsamt på en del platser längs Östersjökusten. 2007 gjorde man även fynd av arten på Öland. 

### Status
Det största hotet mot arten är bristen på lämpliga fortplantningsmiljöer. I Sverige listades den mindre kustflicksländan som sårbar av Artdatabanken i 2005 års rödlista. I 2010 års rödlista ändrades bedömningen av arten till livskraftig.

## Levnadssätt
Efter parningen lägger honan äggen ensam, i stjälkarna på vattenväxter. Utvecklingstiden från ägg till imago är ett till två år och flygtiden från mitten av maj till början av september. Längre söderut i utbredningsområden kan den ha två generationer per år.